# 亚铁氰酸锰
亚铁氰酸锰是一种无机化合物，化学式Mn2[Fe(CN)6]，为不溶于水的粉末。

## 性质
亚铁氰酸锰不溶于水或铵盐溶液，可溶于盐酸。